# Zarechnyy (huyện của Sverdlovsk)
Huyện Zarechnyy (tiếng Nga: ? райо́н) là một huyện hành chính tự quản (raion), của Tỉnh Sverdlovsk, Nga. Huyện có diện tích 6 kilômét vuông, dân số thời điểm ngày 1 tháng 1 năm 2000 là 29800 người. Trung tâm của huyện đóng ở Zarechnyy.